# Siegbert Einstein
Siegbert Einstein (* 25. Oktober 1889 in Buchau; † 24. Dezember 1968 in Riedlingen) war ein deutscher Politiker, Fabrikarbeiter, Beamter und Holocaust-Überlebender.

## Leben und Karriere
Siegbert Einstein, geboren in einer jüdischen Familie in Buchau, war der zweite Sohn von Martin Einstein und Sally Dreyfus Einstein und ein Großneffe von Albert Einstein. Er war mit Elsa Schlitter verheiratet. Er hatte mit ihr zwei Söhne, Rolf Einstein und Kurt Einstein. Einsteins Kinder wurden evangelisch getauft und gehörten damit der Konfession seiner Frau Elsa an.
Einstein nahm als Leutnant der Reserve im Ersatz-Infanterie-Regiment Nr. 51 der Württembergischen Armee am Ersten Weltkrieg teil und wurde mit beiden Klassen des Eisernen Kreuzes sowie dem Ritterkreuz II. Klasse des Friedrichs-Ordens mit Schwertern ausgezeichnet.
Er betrieb in der Schussenriederstraße 29 und später in der Inselstraße 9 in Buchau ein Tuchgeschäft unter dem Namen „Einstein & Erlanger“. Nachdem er 1938 den Stoffhandel beendet hatte, ging er nach Riedlingen, um als Arbeiter in einer Molkerei zu arbeiten. Am 21. Februar 1945 wurde Einstein in das KZ Theresienstadt deportiert, überlebte und kehrte Ende Juni 1945 nach Buchau zurück. Am Ende des folgenden Jahres wurde er stellvertretender Bürgermeister von Bad Buchau und Verantwortlicher der jüdischen Gemeinde Bad Buchau. Für seine Bemühungen um die Stadt Buchau erhielt er 1959 das Bundesverdienstkreuz I. Klasse.
Er starb 1968 in Riedlingen und war der letzte Jude, der auf dem Jüdischen Friedhof in Bad Buchau begraben wurde.